# Kaffeine
Kaffeine es un reproductor multimedia para sistemas operativos tipo Unix que usen KDE.
Por defecto usa las bibliotecas xine, aunque también soporta GStreamer. También soporta los códecs de formatos propietarios de MPlayer (win32-codecs). Se integra perfectamente en Konqueror, tanto en el modo de administrador de archivos como en el de navegador. Asimismo, sus desarrolladores han creado un plugin para Mozilla Firefox, permitiendo visualizar vídeos directamente desde el navegador.
La interfaz es sencilla y amigable, entre sus características se incluyen streaming, DVB, DVD, Video CD, DivX, XviD, MP3, CD audio con soporte CDDB, subtítulos, etc.